# Powiat Oświęcimski
Der Powiat Oświęcimski ist ein Powiat (Kreis) im westlichen Teil der polnischen Woiwodschaft Kleinpolen. Er grenzt im Westen an Schlesien und wird innerhalb Kleinpolens von den Powiaten Chrzanów und Wadowice umschlossen.

## Wappen
Beschreibung: In Blau ein goldbewehrter und -gezungter schwarzer Adler mit der goldenen Majuskel O auf der Brust.

## Gemeinden
Der Powiat umfasst neun Gemeinden, die in Stadtgemeinden (gmina miejska), Stadt-und-Land-Gemeinden (gmina miejsko-wiejska) und Landgemeinden (gmina wiejska) unterschieden werden:

### Stadtgemeinden
- Oświęcim (Auschwitz)

### Stadt-und-Land-Gemeinden
- Brzeszcze
- Chełmek
- Kęty
- Zator

### Landgemeinden
- Osiek
- Oświęcim
- Polanka Wielka
- Przeciszów